# Simpel sag
Simpel sag (russisk: Простой случай) er en sovjetisk film fra 1930 af Michail Doller og Vsevolod Pudovkin.

## Medvirkende
- Aleksandr Baturin - Langovoj
- Jevgenija Rogulina - Masjenka
- Aleksandr Tjistjakov - Sasja
- V. Kuzmitj - Zjeltikov
- Marija Belousova